# Ильчигидай
Ильчигидай-хан, (убит в 1326) — чингизид, потомок Чагатая, хан Чагатайского улуса, годы правления (1326)

## Правление
Ильчигидай-хан пришел к власти после смерти чагатаида Кебек-хана в 1326 году.
Кратковременное правление Ильчигидай-хана характеризовалось междоусобными войнами в результате которых он был убит.

## Смерть
В 1326 году Ильчигидай-хан был убит и власть перешла к чагатаиду Дурра Тимур-хану.